# DJ Sammy
DJ Sammy es el nombre artístico de Samuel Bouriah, DJ, breakdancer y productor español, nacido en 1969 en el municipio de Calviá, en la isla de Mallorca. 

## Historia
Inició su carrera como DJ en las discotecas de las localidades turísticas de Palma Nova y Magaluf en 1984. Durante el día ensayaba, aprendía, e intercambiaba conocimientos en casa de un conocido empresario y DJ local llamado Andrew Statler (Andy the hat).
Años más tarde, comenzó a pinchar en pubs (Siros, en Magaluf, donde trabajó durante una temporada junto al conocido relaciones públicas José Crespo) y discotecas de la localidad turística de Magaluf, junto a DJs locales como Damon Menday, Angelo The Mouth (el bocazas, showman inglés que junto a Damon, batió récords de audiencia en la desaparecida Alexandra's) y también con Rosario, uno de los Bravo DJ, los cuales tuvieron importante éxito internacional con su tema Difacil rap
Durante el día también realizaba espectáculos break dance en las calles, playas y clubs de la zona. Sus dotes como bailarín, le hicieron ganarse el sobrenombre de Turbo, apodo con el que era conocido localmente. Sammy hacía demostraciones en Palma Nova, usualmente en la plaza de la parada de taxis de la Galería Kompas.
En 1988, Andrew, DJ Sammy y Damon, inauguraron en la desaparecida Sinatra's,  el primer rave de Calviá (y probablemente de Mallorca).
A finales de los años 80 y después de recorrer el escenario de clubs de Magaluf, (Banana's, Alexandra's, Sinatra's y BCM Planet Dance, la macrodiscoteca donde Geri Halliwell trabajó como chica gogó antes de conocer al resto de las Spice Girls), se lanzó a la conquista de Palma pinchando en la macrodiscoteca Tito's Palace. Ese mismo año adquirió un estudio musical con el que comenzó a hacer sus propias grabaciones y a experimentar. Posteriormente, se lanzó a la fama trabajando en Cadena Top, la estación oficial de música electrónica en Mallorca.
En 1991 conoció a la cantante neerlandesa Marie Jose van der Kolk la cual junto a él, adoptó el pseudónimo de Carisma, y así se convirtió en el DJ residente del club nocturno Joy Palace, en la zona turística conocida como el El Arenal, en Mallorca.
En 1995 lanzó su primer sencillo junto a Carisma, por ende la canción se produjo bajo el nombre artístico DJ Sammy feat. Carisma. La canción se tituló Life is Just a Game. Después de grabar algunos otros sencillos, DJ Sammy y Carisma se volvieron muy famosos en Europa, especialmente en Alemania. 
En 1998 el dúo lanzó su primer álbum, titulado Life is Just a Game (como su primer éxito). Ese mismo año la pareja de artistas también desarrolló su proyecto llamado Loona (el cual se convirtió en el nuevo sobrenombre de Marie Jose van der Kolk) y produjeron el sencillo Bailando el cual llegó a alcanzar altos niveles de popularidad por toda Europa.
En 2001 DJ Sammy alcanzó la fama mundial cuando compuso el álbum Heaven, en gran parte gracias a su sencillo homónimo (el cual es una versión de una canción de Bryan Adams). La canción Heaven, es una colaboración con la artista neerlandesa Dominique van Hulst, que aparece como Do en el nombre del autor de la pista (DJ Sammy & Yanou feat. Do). 
En 2003 DJ Sammy lanzó el segundo sencillo de Heaven, titulado «The Boys of Summer», con Loona como vocalista, pista que es una versión de una canción escrita originalmente por Don Henley.
En 2005 produjo su otro álbum, The Rise. Se lanzaron los sencillos Why (que es una versión de una canción de Annie Lennox) y Rise Again de dicho álbum.
A DJ Sammy se le atribuye de forma errónea el remix eurodance de Fly on the Wings of Love, la canción ganadora del Festival de la Canción de Eurovisión 2000. Este remix fue realizado por XTM y DJ Chuckie.

## Discografía

### Álbumes
- 1998 Life Is Just A Game.
- 2002 Heaven.
- 2005 The Rise.

### Sencillos
- 1995 Life Is Just A Game.
- 1996 You're My Angel.
- 1997 Prince Of Love.
- 1997 Golden Child.
- 1998 Magic Moment.
- 1999 In 2 Eternity.
- 2001 Heaven.
- 2002 Sunlight.
- 2002 The Boys of Summer.
- 2005 Rise Again.
- 2005 Why.
- 2006 L'bby Haba.
- 2007 Everybody Hurts.
- 2009 4 Love.
- 2009 D.O.N.S. Earth Song (Remix).
- 2009 Feel the love.
- 2011 Animal.
- 2012 Look for Love.
- 2013 Shut Up and Kiss Me.